# Niccolò V (antipapa)
Niccolò V, nato Pietro Rainalducci (Corvaro, 1258 circa – Avignone, 16 ottobre 1333), è stato un religioso e predicatore italiano.
Fu antipapa dal 12 maggio 1328 al 25 agosto 1330, durante il pontificato di papa Giovanni XXII ad Avignone. Fu l'ultimo antipapa imperiale, vale a dire, insediato dal Sacro Romano Imperatore.

## Biografia
Rainalducci nacque con ogni probabilità a Corvaro, nella contemporanea provincia di Rieti nel Lazio; secondo alcuni storici il luogo di nascita sarebbe invece Corvara nella zona montana della contemporanea provincia di Pescara in Abruzzo. Sposatosi con Giovanna di Matteo in un anno imprecisato, dopo lo scioglimento del matrimonio, nel 1285, entrò nell'ordine francescano, e divenne famoso come predicatore.

### Elezione ad antipapa
Fu eletto tramite l'influenza dello scomunicato imperatore, Ludovico IV il Bavaro, da un'assemblea di sacerdoti e laici, e consacrato nella Basilica di San Pietro a Roma, il 12 maggio 1328, dal vescovo di Venezia.
Dopo aver passato quattro mesi a Roma, si ritirò con Ludovico IV a Viterbo, ove rimase diversi mesi,  partecipò poi all'assedio di Grosseto, e quindi giunse a Pisa, dove veniva sorvegliato dal vicario imperiale.
Il 19 febbraio 1329 Niccolò V presiedette una bizzarra cerimonia nel Duomo di Pisa, nella quale un fantoccio di paglia rappresentante Giovanni XXII e abbigliato con le vesti pontificie, venne formalmente condannato, degradato e consegnato al braccio secolare.
Nello stesso anno, Niccolò V nomina Gherardo Orlandi, appartenente alla famiglia ghibellina degli Orlandi, pseudo arcivescovo di Pisa.

### La scomunica
Niccolò V venne scomunicato da Giovanni XXII nell'aprile 1329 e cercò rifugio presso il conte Bonifacio della Gherardesca di Donoratico, vicino a Piombino. Avendo ottenuto assicurazione di perdono, presentò una confessione dei suoi peccati, prima all'arcivescovo di Pisa, e quindi ad Avignone, il 25 agosto 1330, a Giovanni XXII, che lo assolse.
Rimase in onorevole prigionia nel palazzo papale di Avignone fino alla sua morte, avvenuta nell'ottobre del 1333.

## Cardinali creati dall'antipapa Niccolò V

### Concistoro del 15 maggio 1328
- Giacomo Alberti
- Franz Hermann (? – 1328), benedettino, giunse a Roma nel 1328 al seguito di Ludovico il Bavaro e lesse nella Basilica Vaticana l'atto imperiale di deposizione di papa Giovanni XXII. Venne nominato il 15 maggio dello stesso anno dall'antipapa Niccolò V (pseudo) cardinale vescovo di Albano. Venne scomunicato da Giovanni XXII.
- Bonifacio di Donoratico (? – 1333), domenicano, vescovo di Sagona e poi di Chitone; presenziò all'incoronazione imperiale di Ludovico il Bavaro; fu nominato dall'antipapa Niccolò V (pseudo) cardinale vescovo di Frascati. Venne scomunicato da Giovanni XXII.
- Nicola (o Niccolò) da Fabriano, detto "il Monaco"; agostiniano. Canonico a Montpellier, fu condannato per gravi scorrettezze al carcere a vita, ma riuscì a fuggire cercando rifugio a Roma. Fu nominato dall'antipapa Niccolò V (pseudo) cardinale presbitero di Sant'Eusebio; successivamente, nel settembre del 1328, optò per la carica di (pseudo) cardinale vescovo di Albano, dalla quale si dimise nel 1333. Venne scomunicato da Giovanni XXII.
- Pietro Oringa, fu nominato dall'antipapa Niccolò V (pseudo) cardinale presbitero di San Pietro in Vincoli. Scomunicato da Giovanni XXII, si dimise nel 1333
- Giovanni Arlotti, canonico della Basilica vaticana; fu nominato dall'antipapa Niccolò V (pseudo) cardinale diacono di San Nicola in Carcere. Venne scomunicato da Giovanni XXII.

### Concistoro del settembre 1328
- Paolo da Viterbo, francescano, non è noto il titolo con il quale fu nominato (pseudo) cardinale dall'antipapa Niccolò V, cui fu fedele fino all'ultimo. Al ritorno di papa Giovanni XXII sul trono pontificio, si rifugiò in Germania, ove rimase fino al decesso.

### Concistoro del 19 (o 20) gennaio 1329
- Giovanni Visconti

### Concistoro successivo (1329?)
- Pandolfo Capocci (? – 1354), prete viterbese, venne dapprima nominato dall'antipapa Niccolò V vescovo Viterbo tra maggio e giugno 1328 e quindi (pseudo) cardinale-vescovo di Porto e Santa Rufina. Venne scomunicato da Giovanni XXII.